# Oxysoma longiventre
Oxysoma longiventre är en spindelart som först beskrevs av Hercule Nicolet 1849.  Oxysoma longiventre ingår i släktet Oxysoma och familjen spökspindlar. Inga underarter finns listade i Catalogue of Life.